# Frostvikens revir
Frostvikens revir var ett skogsförvaltningsområde inom Mellersta Norrlands överjägmästardistrikt och Jämtlands län, som omfattade Frostvikens, Alanäs och Ströms socknar samt norra delen av Hotagens socken. Reviret, som var indelat i sju bevakningstrakter, omfattade (1920) 331 769 hektar allmänna skogar, varav fem kronoparker med en areal av 8 443 hektar.